# 南福克鎮區 (密蘇里州門羅縣)
南福克鎮區（英語：South Fork Township）是位於美國密蘇里州門羅縣的一個行政鎮區。

## 地方資料
南福克鎮區的面積為198.90平方千米，當中陸地面積為196.52平方千米，而水域面積為2.38平方千米。根據2020年美國人口普查的數據，當地共有人口396人，而人口密度為每平方千米1.99人。